# Fares Shehabi
Fares Shehabi est un homme d'affaires, parlementaire et propagandiste syrien né le 7 mai 1972. Il soutenait le régime de Bachar el-Assad, à la fois financièrement et par la diffusion de sa propagande à l'international. Fares Shehabi est placé sous sanctions internationales pour le rôle joué durant le conflit syrien ; il est également soupçonné d'être impliqué dans du trafic de stupéfiant.

## Biographie
Originaire d'Alep, il est le fils d'Ahmad Shehabi,. Son oncle, Hikmat Shehabi a été chef du renseignement militaire et adjoint au chef d'état-major militaire de l'armée syrienne entre 1974 et 1998, sous Hafez el-Assad.
Fares Shehabi étudie l’ingénierie à l'Université de l'Ohio.
Sa société, Alpha for Pharmaceutical Manufacturing, compte sept lieux de fabrication et a le monopole du marché pharmaceutique en Syrie depuis 1999.
Avec le soutien du général de brigade Tawfiq Yunes, ancien président de la branche de la sécurité de l'État à Alep, il devient président de la Chambre de commerce et d'industrie d'Alep.
Il devient le président de la fédération des chambres d'industrie de Syrie le 16 décembre 2018.
Il est le vice-président de Cham Holding.

## Guerre civile syrienne
Dès le début du soulèvement révolutionnaire, il apporte son soutien au régime de Bachar el-Assad en finançant une milice d'environ 5 000 combattants. Durant la guerre civile syrienne, il effectue des réserves stratégiques spéciales dans ses usines sous le commandement du gouvernement afin de fournir gratuitement des médicaments à l'armée syrienne et aide les institutions du régime à importer des produits pour fabriquer des produits pharmaceutiques en échappant aux sanctions internationales.
Fares Shehabi est alors à son tour successivement placé sous sanctions internationales par l'Union Européenne,, le Canada et le Royaume-Uni, en raison de son soutien financier au régime de Bachar el-Assad. Il l'est l'un des premiers à être sanctionné par l'Union Européenne, aux côtés des hommes d'affaires Tarif al-Akhras et Issam Anbouba.
Il est en lien avec des propagandistes pro-Assad internationaux, parmi lesquels la blogueuse Vanessa Beeley, dont il est un ami et « très grand fan » ou la parlementaire irlandaise Clare Daly. Selon Mary Scully, il est même très « impliqué dans la gestion de propagandistes comme Bartlett, Beeley, Pierre Le Corf, Andrew Ashdown et Jan Oberg ». Il participe à des conférences aux côtés de Bouthaina Shaaban, responsable de la communication du régime de Bachar el-Assad et le ministre Ali Haidar. Il met en doute l'utilisation d'armes chimiques par le régime de Bachar el-Assad.
En 2016, durant le siège d'Alep, il appelle à la mort de Bana Alabed, une petite fille de 7 ans qui, avec sa maman, raconte sur les réseaux sociaux son quotidien sous les bombardements.
En 2020, il participe à une violente campagne de harcèlement sexiste envers une journaliste indépendante syrienne basée dans la région d'Idlib (région hors du contrôle du régime syrien), condamnée par Reporters sans frontières. Fares Shehabi participe notamment à diffuser des rumeurs affirmant par exemple qu'elle aurait été violée, ou encore qu'elle serait une « correspondante d'Al-Qaïda », rumeurs reprises par des défenseurs du régime,.

## Captagon
Il est cité dans une affaire de trafic de captagon, dont 14 tonnes (84 millions de cachets) ont été découvertes par les autorités italiennes en 2020 dans des rouleaux de papiers produits par Abdel Laif Hamida. Fares Shehabi avait inauguré l'usine de production des bobines de papier peu avant ; Hamida n'ayant pas les fonds pour ouvrir une telle usine, c'est l'organisation dirigée par Fares Shehabi qui est soupçonnée d'en être à l'origine.